# جوزيف فون هامر-برجشتال
جوزيف فون هامر-برجشتال (بالألمانية: Joseph von Hammer-Purgstall)‏ (1774م-1856م) مستشرق نمساوي. ترجم أجزاء من سيرة «عنترة» و «ألف ليلة وليلة» كما ترجم تائية ابن الفارض إلى الألمانية مع نشر نصها العربي، وقام بمحاولة أولى لكتابة تاريخ الأدب العربي «التاريخ الأدبي للعرب من بدايته إلى نهاية القرن الثاني عشر للهجرة» (7 أجزاء، فيينا، 1850-1856م).

## روابط خارجية
- جوزيف فون هامر-برجشتال على موقع الموسوعة البريطانية (الإنجليزية)